# 平成三大歌姬
平成三大歌姬是華語地區對日本流行樂壇在2000年前後三位具代表性且唱片銷量優異的年輕女歌手——濱崎步、宇多田光、倉木麻衣的合稱。該詞中的「平成」係當時的日本年號（1989年1月至2019年4月）。華語地區的日本音樂愛好者圈子中經常提及和使用，但日本當地並無使用此稱呼。日本媒體所採較接近該詞的用語為「98年組」，指同為1998年出道且走紅的MISIA、濱崎步、椎名林檎、aiko、宇多田光5位女歌手。

## 概要
「平成三大歌姬」的具體詞源已不可考，是台灣、香港、中國大陸等華語地區多數熟悉2000年之後的日本音樂愛好者的常用詞。在華語網絡上，對這「三大歌姬」不斷有針對音樂、外形、時尚、影響力、銷售情況等許多話題進行橫向縱向，津津樂道的對比。2001年3月28日，宇多田光的錄音室專輯《Distance》與濱崎步的精選輯《A BEST》同日發行，引發銷量大比拼。華語地區的網民也為這件事冠以「3·28大戰」之名，多年來一直是爭論的熱點話題，但是那次的銷量比拼，在日本國內亦無與「3·28大戰」相應的詞語來形容。
時至今日，「平成三大歌姬」一詞已經被許多正規華語媒體公開使用，在介紹或提及濱崎步、宇多田光、倉木麻衣的任意一人時，常會附註解釋「平成三大歌姬之一」。不少華語地區人士也因此誤以為「平成三大歌姬」一詞在日本國內是像香港「四大天王」一樣，是一個被廣泛認可的正式稱號，實際上這只限於華語地區流通的用詞。
同時，「平成三大歌姬」的說法也受到質疑。因為這個稱號原本只是對2000年至2004年日本最當紅的三位女歌手的稱呼，卻冠以「平成」、「三大」等名號。而在平成年間，尤其是POP風格在日本流行樂壇大行其道的1990年代至2010年代初期，出道在平成年間以前的松任谷由實、中島美雪、竹內瑪莉亞、吉田美和、坂井泉水、工藤靜香、大黑摩季，以及1990年代出道的安室奈美惠、持田香織、MISIA、椎名林檎、aiko、中島美嘉、大塚愛、倖田來未等女歌手也同樣擁有傑出的成就和樂壇地位。

## 相關年表
1998年4月濱崎步以單曲《poker face》出道，當時銷量4萬。同年12月宇多田光以單曲《Automatic/time will tell》出道，即達成百萬單曲銷量。
1999年3月宇多田光首張專輯《First Love》創下日本公信榜（Oricon）史上銷量最高記錄。同年8月，濱崎步第10張單曲《A》成為其自身的第一張百萬單曲。同年12月，倉木麻衣以單曲《Love, Day After Tomorrow》出道，即達成百萬單曲銷量。
2000年倉木麻衣專輯《delicious way》與濱崎步專輯《Duty》分別獲得當年度年間第1、2位。
2001年3月28日，宇多田光的錄音室專輯《Distance》與濱崎步的精選輯《A BEST》同日發行，引發銷量大比拼。華語地區的網民也為這件事冠以「3·28大戰」之名，多年來一直是爭論的熱點話題，但是那次的銷量比拼，在日本國內亦無與「3·28大戰」相應的詞語來形容。
2002年宇多田光單曲《SAKURA Drops /Letters》發行；濱崎步《Free & Easy》與倉木《Feel fine!》同日發行，分別為當年5月度月間第1、2、3位。
2003年濱崎步與倉木麻衣開始和華語樂壇交流，1月濱崎步出席「第9屆全球華語音樂榜中榜」；倉木專輯《If I Believe》收錄與孫燕姿合作歌曲〈Tonight, I feel close to you〉。
2003年底濱崎步專輯《Memorial address》，與2004年倉木專輯《Wish You The Best》、宇多田光專輯《Single Collection Vol. 1》《EXODUS》分別為2004年度年間第1、5、6、7位。
2004年11月濱崎步出席韓國「第1屆亞洲音樂節」。
2007年6月倉木麻衣擔任台灣「第18屆金曲獎」頒獎嘉賓（受獎者蔡依林），此後多次受邀參與各項重大音樂盛事，同年9月出席韓國「第4屆亞洲音樂節」，結識歌手張惠妹；2012年澳門舉行之「第16屆全球華語音樂榜中榜」獲獎，亦為頒獎嘉賓（受獎者周杰倫）；2018年中國大陸「第25屆東方風雲榜」，成為首位受邀與獲獎之日本藝人。
2008年迎接出道10週年，宇多田光專輯《HEART STATION》，是日本個人女歌手的最後一張百萬原創專輯。至2008年7月3日，《HEART STATION》專輯內歌曲總共合法下載次數已經達到2000萬次，並為日本iTunes2008年度數位銷售1位。濱崎步專輯《A COMPLETE 〜ALL SINGLES〜》銷量超過85萬。同年12月，倉木麻衣應邀香港「新城勁爆頒獎禮」，親自為陳奕迅頒發獎項（2012年「第16屆全球華語音樂榜中榜」兩人再次同框）。
2009年6月倉木麻衣與容祖兒、林俊傑、鄧紫棋等歌手合作香港「太陽計劃」主題曲〈Cheer up〉。
2008年濱崎步專輯《GUILTY》銷量56萬。倉木專輯《ONE LIFE》銷量8萬。宇多田光專輯《HEART STATION》銷量102萬。
2009年濱崎步專輯《NEXT LEVEL》銷量38萬。倉木專輯《ALL MY BEST》銷量25.7萬。宇多田光的英文專輯《就是唯一》銷量24.2萬。
2016年濱崎步專輯《M(A)DE IN JAPAN》銷量5萬。宇多田光專輯《Fantôme》銷量75萬。
2021年濱崎步精選專輯《A BALLADS 2》銷量約1.5萬。宇多田光迷你專輯《One Last Kiss》銷量18萬。